# アルティボニット川
アルティボニット川（アルティボニットがわ、ハイチ語:Latibonit, スペイン語:Río Artibonite）は、カリブ海のイスパニョーラ島西部を流れる島最長の川である。ドミニカ共和国のエリアス・ピーニャ州およびハイチ北県、中央県、アルティボニット県を流域としている。

## 地理
支流のマカシアス川が中央山脈南西部を水源としてハイチとの国境の町ペドロ・サンタナに至り数kmに渡り国境を流れて、ガヤムック川と合流しアルティボニット川となる。そこからペリグル湖を経てラゴナーヴ湾に注ぐ。全長は約320kmでドミニカ共和国が68km、ハイチが253kmある。
流域面積9,013km2のうちハイチが占める面積は6,399km2でハイチで最も重要な水源である。ペリグルダムはハイチ最大の水力発電所として1959年に建設され1971年から稼働している。ミルバレを経て下流のアルティボニット平野（アルティボニット渓谷）はハイチの穀倉地帯である。上流の森林破壊に伴い水量が減少するなど環境が悪化している。ティラピアが生息し、クロコダイル属もかつて生息していた。

## 名称の由来
先住民のタイノ族はハティボニコ（Hatibonico）と呼び。イタリア出身の歴史研究家ピエトロ・マルティーレ・ダンギエーラはアッティボニ（Attiboni）やアッティボニカス（Attibonicus）などと表現している。

## 支流
- ブカン・カレ川
- ホカ川
- マカシアス川
- ガヤムック川 - ハイチ北県の南部からサン＝ラファイェル、アンシュを流れ、ドミニカとの国境近くでマカシアス川と合流する。
- リボン川
- レステル川